# Stripsenkopf
Le Stripsenkopf est une montagne qui s’élève à 1 807 m d’altitude dans le Kaisergebirge, en Autriche.